# La Concepción (Panama)
La Concepción – miasto w Panamie, w prowincji Chiriquí.